# Indian Wells
Indian Wells es una ciudad estadounidense, en el estado de California. Es parte del condado de Riverside, y se encuentra dentro del Valle Coachella, entre las localidades de Palm Desert y La Quinta.
En el censo de 2010 tenía una población de 4958 habitantes, con la peculiaridad de ser la población con mayor proporción de millonarios de Estados Unidos.
Indian Wells es principalmente conocida por el torneo de tenis de Masters de Indian Wells (celebrado en el Indian Wells Tennis Garden), uno de los más importantes dentro del circuito profesional, tanto en el masculino (ATP), con casi 4 000 000 US$ en premios; como en el femenino (WTA), con 2 100 000 US$.

## Geografía
La población se encuentra en las laderas occidentales del Valle Coachella, quedando rodeado por las Montañas de San Bernardino por el norte, las Montañas de Santa Rosa por el sur, las Montañas de San Jacinto por el oeste y las Pequeñas Montañas de San Bernardino por el este.
La geografía del valle hace que Indian Wells tenga un clima muy cálido y seco, con 354 días de sol y menos de 150 mm de precipitaciones anuales. Las temperaturas en invierno son de una media de 20 °C, con un descenso de las mínimas por la noche a unos 5 °C. El calor y la sequedad del desierto hacen que en pleno verano las medias diurnas superen los 40 °C, mientras que las medias mínimas nocturnas se mantienen por encima de los 20 °C.

## Demografía
El censo de la localidad del año 2000 detallaba que Indian Wells tenía una población de 3816 habitantes, con 1982 propietarios de viviendas y 1323 familias residentes. En cuanto a la composición racial, el 96,33 % de los habitantes eran blancos, el 1,49 % asiáticos, el 0,39 % negros, el 0,21 % amerindios, el 0,08 % polinésicos y el 0,47 % de otras etnias. El 1,02 % pertenecía a más de una raza, mientras que el 2,96 % eran de origen hispano.
De los 1982 propietarios de viviendas, el 8,4 % tenían hijos menores de 18 años viviendo con ellos, el 63,1 % estaban casados y vivían con su pareja, el 3 % eran mujeres solteras, y el 33,2 % no formaban ninguna familia. El 28,4 % de los hogares estaban formados por solteros, y en el 17,6 % vivían solos mayores de 65 años. La media de personas por hogar era de 1,93 y la media de cada familia era de 2,28.
La distribución de edades se presentaba con un 7,6 % menores de 18 años, 1,5 % de 18 a 24 años, 9,4 % de 25 a 44 años, 35,3 % de 45 a 64 años, y 46,2 % tenían 65 años o más. El alto porcentaje de personas mayores hace que Indian Wells sea una de las poblaciones con la edad media más alta del país, situándola en los datos del año 2000 en los 63 años. Por cada 100 mujeres hay un promedio de 89,5 hombres, y de cada 100 mujeres mayores de 18 años el promedio es de 89,3 hombres.
El salario medio por hogar era especialmente elevado, de 93 986 US$, y el salario medio por familia era de 119 110 US$. Los hombres tenían un salario medio de 88 709 US$, mientras que el de las mujeres era de 49 539 US$. La renta per cápita de la localidad era de 76 187 US$. Alrededor del 1,2 % de las familias y el 3,4 % de la población estaban por debajo de la línea de pobreza.

## Deportes

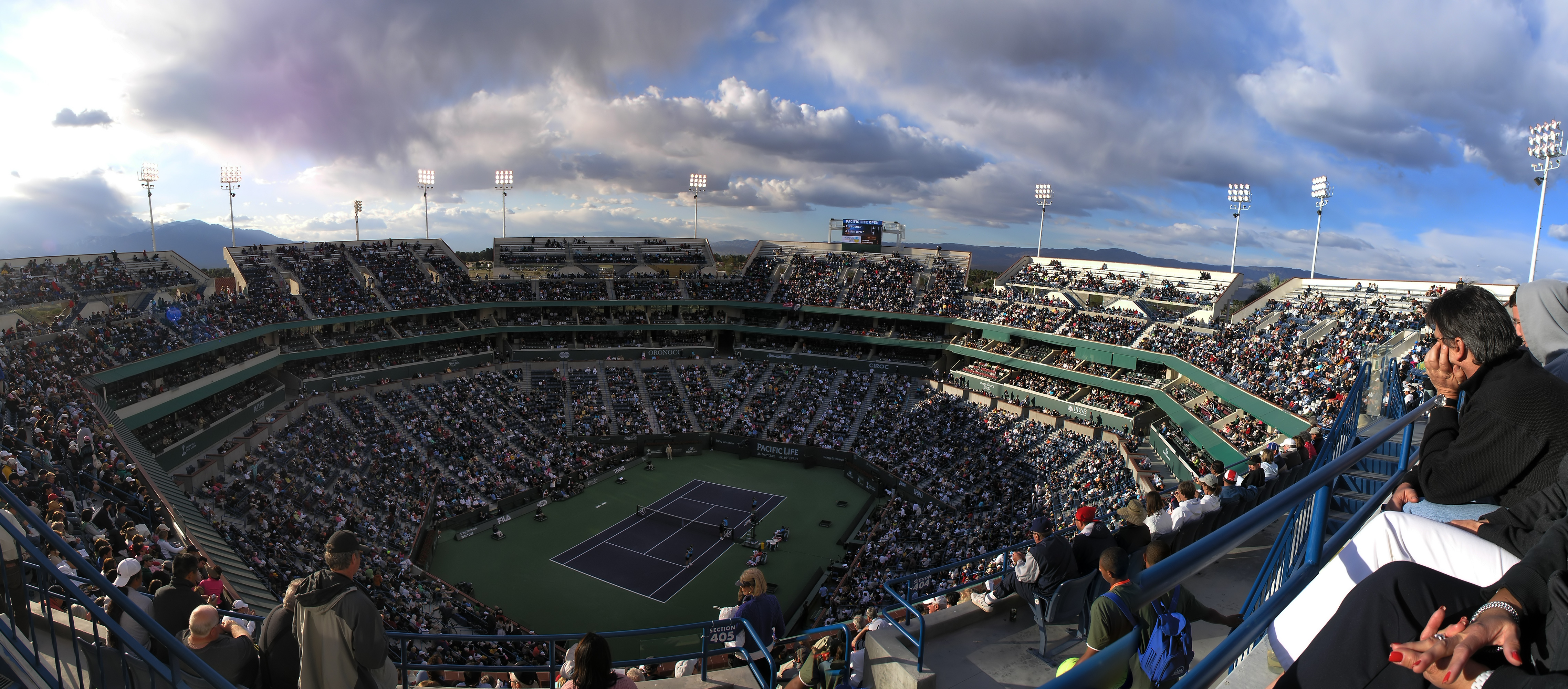
Vista de la pista central del Indian Wells Tennis Garden.

El nombre de la localidad es mayoritariamente conocido por el Masters de Indian Wells, el torneo de tenis profesional que acoge anualmente la ciudad durante el mes de marzo. Los partidos se disputan en las modernas instalaciones de Indian Wells Tennis Garden, un complejo tenístico cuya pista central tiene capacidad para 16 100 espectadores, ampliamente superior a la población total de la ciudad.
El torneo tiene tanto competición masculina como femenina, así como competición de dobles en ambas modalidades. Antiguamente, el torneo femenino se disputaba una semana antes, pero desde 1996 se realizan de manera conjunta, siendo uno de los primeros torneos fuera del Grand Slam en hacerlo. La competición masculina forma parte de la serie de torneos ATP World Tour Masters 1000, que en la jerarquía de la ATP ocupan el puesto más alto en ganancias y puntuación, por debajo de los cuatro torneos Grand Slam y de las Nitto ATP Finals.
Otro deporte por el que es conocida Indian Wells es el golf. En 1959 se disputó en la ciudad, en el campo de golf llamado Eldorado CC, la Ryder Cup, la competición de golf más famosa internacionalmente, que se disputa cada dos años. Ese año enfrentaba a los equipos de Estados Unidos y al del Reino Unido. El equipo estadounidense, jugando como local, se impuso al equipo británico.